# Teun Koopmeiners
Teun Koopmeiners (n. 28 februarie 1998, Castricum, Olanda de Nord, Țările de Jos) este un fotbalist profesionist neerlandez care joacă pe postul de mijlocaș la clubul din Serie A Juventus și la echipa națională a Țărilor de Jos.
După ce a reprezentat mai multe naționale de tineret a Țărilor de Jos, Koopmeiners a fost convocat în lotul preliminar a naționalei de seniori pentru Liga Națiunilor UEFA în august 2020. Mai târziu, a făcut parte din lotul pentru Campionatul Mondial de Fotbal 2022.

## Cariera pe echipe

### AZ
Koopmeiners a crescut în Castricum, Olanda de Nord, și a făcut primii pași în fotbal ca jucător de tineret pentru clubul local, Vitesse '22. În 2009, sa alăturat academiei de tineret sub 12 ani al lui AZ. În cele din urmă, a progresat în rânduri și, ca parte a echipei de rezervă a clubului, Jong AZ, a devenit campion al diviziei a treia olandeze în sezonul 2016-17, ajungând la promovarea în Eerste Divisie.
Pe 18 august 2017, Koopmeiners și-a făcut debutul profesionist pentru Jong AZ într-o victorie de 3 – 1 în deplasare împotriva lui FC Den Bosch. Și-a făcut primul debutul cu prima echipă pe 1 octombrie, înlocuindu-l pe Alireza Jahanbakhsh în ultimele 30 de minute ale unei înfrângeri cu 4 – 0 pe teren propriu cu Feyenoord. La sfârșitul sezonului 2017-2018, AZ a terminat pe locul trei și s-a calificat astfel în Europa League. În primul său sezon profesionist, a făcut 26 de apariții în campionat în care a marcat un gol.
La 1 martie 2020, Koopmeiners a reușit o pasă de 70 de metri pentru a-l pregăti pe Oussama Idrissi pentru al doilea gol al lui AZ într-o victorie cu 2-0 împotriva lui Ajax, care a pus echipa sa la egalitate de puncte cu Ajax. În timpul sezonului 2019-20, Koopmeiners a marcat 16 goluri în toate competițiile în 42 de apariții, ajutând echipa sa să termine pe locul al doilea în Eredivisie la golaveraj în spatele campioanei AFC Ajax.
A marcat primul său gol din sezonul 2020-21 împotriva lui Viktoria Plzen pe 26 august 2020 în victoria cu 3-1 în calificările pentru UEFA Champions League. Pe 14 ianuarie 2021, Koopmeiners a marcat două goluri, inclusiv o lovitură îndrăzneață, pentru a-și ajuta echipa să câștige cu 3-1 în deplasare împotriva lui PSV Eindhoven.

### Atalanta
La 30 august 2021, Koopmeiners a semnat pentru clubul din Serie A Atalanta pentru o taxă raportată la 12 milioane de euro. A debutat pe 11 septembrie în meciul de acasă împotriva Fiorentinei, ca înlocuitor al lui Matteo Pessina.
Pe 1 septembrie 2022, Koopmeiners a marcat un hat-trick într-o victorie cu 3-1 în Serie A împotriva lui Torino.
Pe 22 mai 2024, a început în victoria cu 3-0 a Atalantei împotriva campionilor germani Bayer Leverkusen în Finala Europa League 2023-24.

### Juventus
Pe 28 august 2024, Koopmeiners s-a mutat la o altă echipă din Serie A, Juventus, semnând un contract pe cinci ani. Taxa de transfer plătită către Atalanta a fost de 51,3 milioane de euro plus 3,4 milioane de euro în „costuri auxiliare”, precum și de alte 6 milioane de euro „la atingerea unor obiective de performanță ulterioare”.

## Cariera internațională
Koopmeiners a avut patru apariții la naționala sub-17 ani a Țărilor de Jos, precum și două apariții pentru naționala sub-18. Ca parte a naționalei sub-19, a jucat la Campionatul European Sub-19 din 2017, ajungând în semifinale și pierzând doar în fața Portugaliei. Pentru naționala sub 19 ani, Koopmeiners a avut 13 apariții. După cinci apariții pentru naționala sub-20 de ani, și-a făcut debutul pentru echipa națională sub-21 pe 22 martie 2018 într-o înfrângere cu 4–1 la Doetinchem în fața Belgiei sub-21.
Pe 19 august 2020, Koopmeiners a fost convocat la echipa națională de seniori a Țărilor de Jos de către antrenorul interimar Dwight Lodeweges în echipa preliminară pentru meciurile din Liga Națiunilor UEFA împotriva Poloniei și Italiei. În același an, în octombrie, a debutat într-un meci amical împotriva Mexicului. Și-a făcut debutul competitiv într-un meci de calificare la Campionatul Mondial 2022 împotriva Turciei pe 7 septembrie 2021, contribuind cu o pasă de gol într-o victorie cu 6-1. Koopmeiners a marcat primul său gol la echipa națională de seniori într-un meci din Liga Națiunilor UEFA împotriva Țării Galilor pe 8 iunie 2022. În sferturile de finală a Campionatului Mondial din 2022 împotriva Argentinei, cunoscută sub numele de Bătălia de la Lusail, Koopmeiners i-a oferit pasa de gol fostului coechipier de la AZ, Wout Weghorst, în minutul 11 a timpului suplimentar pentru a trimite meciul în prelungiri. Apoi și-a transformat lovitura de pedeapsă la loviturile de departajare ulterioare, dar nu a putut împiedica eliminarea Țărilor de Jos cu 4–3.
Pe 29 mai 2024, Koopmeiners a fost inclus în lotul Țărilor de Jos pentru Campionatul European de Fotbal 2024. Cu toate acestea, nu a putut să fie prezent la turneu după ce s-a accidentat în timpul încălzirii pentru un meci amical împotriva Islandei pe 10 iunie 2024.

## Stil de joc
Koopmeiners poate juca ca mijlocaș defensiv sau mijlocaș central. El poate juca și ca fundaș central. Este cunoscut pentru calitățile sale de conducere și a fost căpitanul lui AZ Alkmaar, în ciuda vârstei sale fragede.

## Titluri
AZ
- Finalist Cupa KNVB: 2017–18

Atalanta
- UEFA Europa League: 2023–24[30]
- Finalist Coppa Italia: 2023–24[31]

Individual
- Echipa sezonului UEFA Europa League: 2023–24[32]